# Jacques Tilouine
Jacques Tilouine (* 1958) ist ein französischer Mathematiker, der sich mit Zahlentheorie befasst.
Tilouine wurde 1989 an der Universität Paris-Süd in Orsay bei John Coates promoviert (Autour de la conjecture principale anticyclotomique). Er lehrt an der Universität Paris XIII.
Er befasst sich mit Modulformen, Iwasawa-Theorie, modularen Galoisdarstellungen, p-adischen automorphen Formen und Deformationen von Galoisdarstellungen.
Von 1991 bis 1992 war Tilouine am Institute for Advanced Study tätig.

## Schriften
- Théorie d'Iwasawa classique et de l'algèbre de Hecke ordinaire. Compositio Math. 65 (1988), no. 3, 265--320.
- Une conséquence de la conjecture principale dans la théorie d'Iwasawa d'un corps quadratique imaginaire. C.R. Acad. Sci. Paris Sér. I Math. 306 (1988), no. 5, 217-221.
- Sur la conjecture principale anticyclotomique. Duke Math. J. 59 (1989), no. 3, 629-673.
- mit Barry Mazur: Représentations galoisiennes, différentielles de Kaehler et "Conjectures Principales". Publ. Math. de l' Inst.des Hautes Etudes Sci. No. 71 (1990), 65-103.
- mit Haruzo Hida: Katz p-adic L-functions, congruence modules and deformations of Galois representations. L-functions and Arithmetic (Durham 1989), 271-293, London Math. Soc. Lecture Notes Ser., 153, Cambridge Univ. Press, Cambridge, 1991.
- mit Haruzo Hida: Anticyclotomic Katz p-adic L-functions and congruence modules. Ann. Sci. École Norm. Sup.(4) 26 (1993) no. 2, 189-259.
- mit Haruzo Hida: On the anticyclotomic main conjecture for CM fields. Invent. Math. 117 (1994), no. 1, 89-147.
- Deformations of Galois representations and Hecke algebras, Narosa Publ. House 1996
- Modular forms and Galois representations. Bull. Greek Math. Soc. 46 (2002), 63--78.
- Siegel varieties and p-adic Siegel modular forms, Sonderband Documenta Mathematica zum 60. Geburtstag von John Coates, 2006
- mit H. Hida: Big Image of Galois Representations and Congruence Ideals, in Dieulefait u. a. Arithmetic Geometry, Proc. Workshop Serre´s Conjecture, Hausdorff Institute, Bonn, 2015, S. 217–245